# Verwaltungsrecht (China)
Als Verwaltungsrecht bezeichnet man im Recht Chinas ein Teilrechtsgebiet des Öffentlichen Rechts.

## Rechtsgeschichte
China hatte bereits im Altertum eine straffe zentralistische Verwaltung. In der Zeit des Kaiserreiches von 221 v. Chr. bis 1912 war ein Rechtsschutz des Bürgers gegen die Verwaltung jedoch unbekannt. Eine erste Kodifikation des Verwaltungsrechts erfolgte zur Zeit der Republik China. Seit den 1980er Jahren kann vom Bestehen einer chinesischen Verwaltungsrechtswissenschaft ausgegangen werden, die sich hauptsächlich mit der Erforschung und Einführung des ausländischen Verwaltungsrechts beschäftigt.
Mit dem Vorläufigen Zivilprozessgesetz von 1982 wurden erstmals Verwaltungsrechtskammern an den Gerichten eingerichtet. Nach § 3 Abs. 2 dieses Gesetzes war es analog auf verwaltungsrechtliche Streitigkeiten anzuwenden. 1989 passierte schließlich das Verwaltungsprozessgesetz (VwPG) (行政诉讼法) den Nationalen Volkskongress und schuf erstmals flächendeckenden verwaltungsrechtlichen Schutz des Bürgers gegen den Staat, was in der chinesischen Rechtsgeschichte einer Revolutions gleichkam:

“The idea that an average person could challenge the decision of government officials represents a radical change in the Chinese worldview.”

Dennoch besteht in China nach wie vor keine eigene Verwaltungsgerichtsbarkeit. Dem Verwaltungsrecht kommt insoweit große Bedeutung zu, als sich der Staat für zahlreiche wirtschaftliche Betätigungsfelder die Genehmigung vorbehält.

## Rechtsquellen
- Verwaltungsprozessgesetz (VwPG) (行政诉讼法) vom 1. Oktober 1990
- Beamtengesetz (公务员法) vom 1. Januar 2006
- Verwaltungsstrafgesetz (VSG) (行政处罚法) vom 1. Oktober 1996
- Verwaltungsgenehmigungsgesetz (VGG) (行政许可法) vom 1. Juni 2004